# Sveta Helena (Szentivánzelina)
Sveta Helena (magyarul: Szentilona) falu Horvátországban Zágráb megyében. Közigazgatásilag Szentivánzelinához tartozik.

## Fekvése
Zágrábtól 22 km-re északkeletre, községközpontjától 5 km-re délnyugatra az A4-es autópálya és a 28-as főút csatlakozása közelében fekszik.

## Története
A települést 1521-ben még birtokként említik először, amikor Baráth Mátyás elzálogosította itteni birtokát Mersich Mátyásnak. 1550-ben említik először az itteni Szent Ilona templom plébánosát "plebanus ecclesie s. Elene in Marocha" alakban. A falu a 16. század közepén a Papratovich család birtoka volt. 1557. augusztus 19-én közelében ütközött meg Kerecsényi László és Lenkovics János zelinai várkapitány serege a törökkel, melynek következtében a falu templomával együtt elpusztult. Ezután korábbi jelentőségét elveszítette. 1623-ban Zrínyi Miklós itteni birtokát a Koczy családnak zálogosította el. Az 1630-as egyházi vizitáció már az alsózelinai (Donja Zelina) Szent Miklós plébánia falujaként említi. Az itteni nemesi kúriát 1672-ben és 1689-ben is említik. A 18. század közepén pernicai Szaich Iván birtoka, majd házasság révén az Adamovich családé lett. Adamovich Antal a régi kúria helyett, valószínűleg részben annak felhasználásával a 19. század első felében új kastélyt építtetett. Ekkor alakították ki a kastélyt övező másfél hektáros szép parkot is. Ezután 1825-ben ismét házasság révén a Hellenbach család birtoka lett, akiknek itt volt a horvátországi székhelyük. A Hellenbachok 1866 tavaszáig éltek Szentilonán, amikor a kastélyt és a birtokot eladták Miksich Kálmánnak. Ő építette a 19. század végén az 1880-ban földrengés következtében megrongálódott régi kastély helyén a részben ma is álló kastélyt.
A falunak 1857-ben 437, 1910-ben 559 lakosa volt. Trianonig Zágráb vármegye Szentivánzelinai járásához tartozott. 2001-ben 400 lakosa volt.

## Lakosság
| Lakosság változása | Lakosság változása | Lakosság változása | Lakosság változása | Lakosság változása | Lakosság változása | Lakosság változása | Lakosság változása | Lakosság változása | Lakosság változása | Lakosság változása | Lakosság változása | Lakosság változása | Lakosság változása | Lakosság változása |
| ------------------ | ------------------ | ------------------ | ------------------ | ------------------ | ------------------ | ------------------ | ------------------ | ------------------ | ------------------ | ------------------ | ------------------ | ------------------ | ------------------ | ------------------ |
| 1857               | 1869               | 1880               | 1890               | 1900               | 1910               | 1921               | 1931               | 1948               | 1953               | 1961               | 1971               | 1981               | 1991               | 2001               |
| 437                | 375                | 416                | 481                | 522                | 559                | 586                | 598                | 604                | 586                | 551                | 490                | 472                | 445                | 400                |

## Nevezetességei
- A Miksics család kastélyának maradványai[3] a falu két részét elválasztó kis dombon állnak. A kastélyt az 1880-ban földrengés következtében megrongálódott régi Adamovich-kastély helyén építtette Miksich Kálmán és felesége. A régi kastélyból a délnyugati torony maradt meg, amit átépítettek és délről egy új kastélyszárnyat építettek hozzá. Az addig szabályos téglalap alaprajzú, a sarkain négyzetes tornyú kastély így H betű alaprajzú lett. Két szobájának faragott és festett famennyezete volt, melyek a 20. század hetvenes éveiig nagyon jó állapotban maradtak fenn. A kastély déli részében 1975-ig iskola működött, de miután ezt megszüntették elromosodott és lebontották, míg megmaradt északi része máig lakóépületként szolgál. Az egykori pompás kastélyparknak kevés nyoma maradt.
- Szent Ilona tiszteletére szentelt kápolnája[4] a kastélytól 150 méternyi távolságra az egykori parkban áll. A kápolna eredetileg gótikus stílusban épült. 1550-ben plébániatemplomként említik, de 1557-ben súlyos károkat szenvedett. 1866-ban a falu birtokosa Miksics Kálmán neogótikus stílusban újíttatta meg. A kápolna egyhajós, sokszögzáródású szentéllyel és egy tornyocskával a főhomlokzata fölött. Kapuzata gótikus, keresztboltozata neogótikus, berendezése 17. és 19. századi. Főoltárát a 19. század végén Albert Seekstein készítette, oltárképén a jobb kezében a Szent Keresztet, baljában a Bibliát tartó Szent Ilona császárnő koronás alakja.